# Bella Alarie
Pour les articles homonymes, voir Alarie.
Bella Alarie, née le 23 avril 1998 à Washington D.C., est une joueuse professionnelle américaine de basket-ball jouant aux postes de pivot et ailier fort.

## Carrière

### Carrière universitaire
Alarie jouait au basket pour les Tigers de Princeton. Elle a été la triple joueuse de l’année de l’Ivy League (de 2018 à 2020) et a été sélectionnée pour la mention honorable All-American par l’Associated Press (AP). Elle a participé aux 106 matchs durant sa carrière à Princeton de la saison 2016-2017 à la saison 2019-2020. Durant la saison 2018-2019, elle a obtenu en moyenne le double-double de 22,8 points et 10,6 rebonds par match. Elle tire également en moyenne à 34,8% à 3 points et a obtenu en moyenne 1,2 interceptions et 2,3 contres par match. Après la saison 2019-2020, Alarie a été nommé Mention honorable All-American par l’Associated Press.

### Carrière professionnelle
Bella Alarie est sélectionnée en 5e position par les Wings de Dallas lors de la Draft WNBA 2020.
Avant le début de la saison WNBA 2020, elle s'engage en Turquie avec Galatasaray SK avec qui elle dispute quatre matchs avant le début de la saison WNBA.
Elle commence sa saison le 26 juillet 2020 lors d'une défaite 95 à 105 face au Dream d'Atlanta avec seulement 3 minutes de jeu. Durant sa saison rookie, elle dispute 22 matchs de saison régulière pour des moyennes par match de 2,7 points, 2,9 rebonds et 0,8 contre pour 14 minutes de jeu en moyenne.
Le 4 février 2021, elle rejoint la ligue féminine espagnole et le club du CB Avenida Salamanque pour la fin de la saison 2020-2021. Elle dispute 7 matchs de saison régulière pour des moyennes par match de 6,0 points et 5,0 rebonds et trois matchs d'EuroLigue féminine de basket-ball. Elle remporte le championnat espagnol avec son équipe face à Valence Basket Club en finale.
Elle commence la saison WNBA 2021 le 15 mai 2021 face aux Sparks de Los Angeles en jouant 7 minutes pour seulement 2 rebonds. Durant cette seconde saison, elle dispute 31 matchs de saison régulière dont 11 en tant que titulaire pour des moyennes par match de 2,6 points, 3,3 rebonds et 0,6 contre pour 13,1 minutes par match.
En octobre 2021, elle retourne en Espagne avec le CB Avenida Salamanque pour la saison 2021-2022 et dispute son premier match le 10 octobre 2021 face Lointek Gernika Bizkaia avec 4 points en 13 minutes. Durant cette saison, elle dispute 27 matchs de saison régulière avec des moyennes par match de 5,4 points et 3,9 rebonds. Elle remporte une deuxième fois la ligue féminine espagnole.
Elle décide de ne pas prendre part à la saison WNBA 2022 pour des raisons personnelles.
Le 2 février 2023, elle annonce arrêter sa carrière professionnelle de basket-ball, souhaitant explorer le côté commercial du basketball plutôt que de jouer.

### En équipe nationale
Bella Alarie a remporté la médaille d'argent avec l'équipe féminine des États-Unis lors des Jeux panaméricains de basket-ball à Lima au Pérou.

## Statistiques

### États-Unis

#### Université
| Gras/Meilleures performances | [ 13 ] |

| Saison                    | Équipe                    | MJ  | M5  | Min   | %T   | %3   | %LF  | Rb   | PD  | Int | Ctr | BP  | F   | Pts   |
| ------------------------- | ------------------------- | --- | --- | ----- | ---- | ---- | ---- | ---- | --- | --- | --- | --- | --- | ----- |
| 2016-2017                 | Tigers de Princeton       | 30  | 30  | 30,6  | 43,2 | 37,9 | 66,7 | 8,0  | 2,1 | 1,1 | 1,7 | 1,7 | 2,2 | 12,6  |
| 2017-2018                 | Tigers de Princeton       | 30  | 30  | 30,7  | 48,9 | 32,8 | 78,9 | 9,4  | 2,3 | 1,3 | 2,6 | 1,7 | 2,0 | 13,3  |
| 2018-2019                 | Tigers de Princeton       | 23  | 23  | 32,1  | 51,5 | 29,5 | 82,9 | 10,6 | 3,4 | 1,2 | 2,8 | 1,9 | 1,9 | 22,8  |
| 2019-2020                 | Tigers de Princeton       | 23  | 23  | 29,8  | 47,4 | 35,6 | 74,4 | 8,6  | 2,3 | 1,2 | 2,3 | 1,7 | 1,2 | 17,5  |
| Total : moyenne par match | Total : moyenne par match |     |     | 30,8  | 48,0 | 34,8 | 76,1 | 9,1  | 2,5 | 1,2 | 2,3 | 1,7 | 1,9 | 16,1  |
| Totaux                    | Totaux                    | 106 | 106 | 3 262 | 659  | 95   | 290  | 964  | 263 | 127 | 248 | 185 | 199 | 1 703 |

#### WNBA
Saisons régulières
| Gras/Meilleures performances | [ 14 ] |

| Saison                    | Équipe                    | MJ | M5 | Min  | %T   | %3  | %LF  | Rb  | PD  | Int | Ctr | BP  | F   | Pts |
| ------------------------- | ------------------------- | -- | -- | ---- | ---- | --- | ---- | --- | --- | --- | --- | --- | --- | --- |
| 2020                      | Wings de Dallas           | 22 | 3  | 14,0 | 36,4 | 7,7 | 83,3 | 2,9 | 0,5 | 0,6 | 0,8 | 0,5 | 1,6 | 2,7 |
| 2021                      | Wings de Dallas           | 31 | 11 | 13,1 | 50,0 | 0,0 | 85,0 | 3,3 | 0,5 | 0,6 | 0,6 | 0,6 | 1,4 | 2,6 |
| Total : moyenne par match | Total : moyenne par match |    |    | 13,5 | 43,1 | 6,7 | 84,4 | 3,1 | 0,5 | 0,6 | 0,7 | 0,5 | 1,5 | 2,6 |
| Totaux                    | Totaux                    | 53 | 14 | 716  | 56   | 1   | 27   | 165 | 27  | 32  | 38  | 29  | 77  | 140 |

Playoffs
| Gras/Meilleures performances | [ 14 ] |

| Saison                    | Équipe                    | MJ | M5 | Min | %T  | %3  | %LF | Rb  | PD  | Int | Ctr | BP  | F   | Pts |
| ------------------------- | ------------------------- | -- | -- | --- | --- | --- | --- | --- | --- | --- | --- | --- | --- | --- |
| 2021                      | Wings de Dallas           | 1  | 1  | 4,0 | 0,0 | 0,0 | 0,0 | 3,0 | 1,0 | 0,0 | 0,0 | 1,0 | 0,0 | 0,0 |
| Total : moyenne par match | Total : moyenne par match |    |    | 4,0 | 0,0 | 0,0 | 0,0 | 3,0 | 1,0 | 0,0 | 0,0 | 1,0 | 1,0 | 0,0 |
| Totaux                    | Totaux                    | 1  | 1  | 4   | 0   | 0   | 0   | 3   | 1   | 0   | 0   | 1   | 0   | 0   |

## Palmarès et Distinctions

### Palmarès

#### En club
- 2021 : Vainqueur de la Ligue féminine espagnole de basket-ball avec CB Avenida Salamanque
- 2022 : Vainqueur de la Ligue féminine espagnole de basket-ball avec CB Avenida Salamanque

#### En équipe nationale
- 2019 : Médaille d'argent aux Jeux panaméricains de basket-ball

### Distinctions personnelles
- Mention honorable All-American par l’Associated Press (2020)
- 3x joueuse de l’année de l’Ivy League (2018, 2019 et 2020)